# Lijst van nummers van de George Baker Selection
Dit is een onvolledige chronologische lijst van nummers van de George Baker Selection.

## George Baker Selection - 1e generatie (1967-1977)
| Titel                                | Jaar     | Geschreven door | Opmerking |
| ------------------------------------ | -------- | --------------- | --------- |
| (Fly away) Little Paraquayo          | 1974     |                 |           |
| 1954                                 | 1971     |                 |           |
| A wonder (True love)                 | 1974     |                 |           |
| All I have to do is dream            | 1976     |                 |           |
| Alone                                | 1975     |                 |           |
| Anny you're the woman that I love    | 1976     |                 |           |
| A song for you                       | 1975     |                 |           |
| As long the sun will shine           | 1977     |                 |           |
| Baby blue                            | 1974     | Hans Bouwens    |           |
| Beautiful Rose                       | 1977     |                 |           |
| Canta Libre                          | 1974     |                 |           |
| Catherine                            | 1974     |                 |           |
| Chér                                 | 1974     |                 |           |
| Cindy                                |          |                 |           |
| Darling                              | 1975     |                 |           |
| Daughters of mine                    | 1977     |                 |           |
| Dear Ann                             | 1970     |                 |           |
| Don't bring me down                  |          |                 |           |
| Don't break this heart of mine       | 1975     |                 |           |
| Don't forget me                      | 1975     |                 |           |
| Down by the riverside                | 1973     |                 |           |
| Dreamboat                            | 1975     |                 |           |
| Drink, drink, drink                  | 1973     |                 |           |
| Explosions                           |          |                 |           |
| Fisherman                            | 1977     |                 |           |
| Fly                                  |          |                 |           |
| For Esther                           | 1976     |                 |           |
| Funny girl                           |          |                 |           |
| Gone by the wind                     | 1976     |                 |           |
| Goodbye                              | 1974     |                 |           |
| Hallelujah                           |          |                 |           |
| Have another drink                   |          |                 |           |
| Holy day                             | 1972     |                 |           |
| I wanna love you                     |          |                 |           |
| I'll be your baby tonight            |          |                 |           |
| I'm back                             | 1974     |                 |           |
| I'm on my way                        | 1972     |                 |           |
| I've bee away too long               | 1974     |                 |           |
| If you understand                    | 1976     |                 |           |
| Impressions                          |          |                 |           |
| In the morning                       | 1977     |                 |           |
| Jane                                 | 1975     |                 |           |
| Jesus told us                        | 1971     |                 |           |
| Jimmy                                | 1977     |                 |           |
| Lady of the river                    |          |                 |           |
| Let my son                           | 1977     |                 |           |
| Libertad                             | 1976     |                 |           |
| Little Green Bag                     | 1969     |                 |           |
| Little Milly                         | ca. 1971 |                 |           |
| Look for the sun                     | 1976     |                 |           |
| Love in the world                    |          |                 |           |
| Love me like I love you              | 1975     |                 |           |
| Love will be the answer              | 1977     |                 |           |
| Mademoiselle                         | 1972     |                 |           |
| Mamma oh mamma                       | 1971     |                 |           |
| Mañana (mi amor)                     | 1976     |                 |           |
| Marian                               | 1972     |                 |           |
| Marie Jeanne                         | 1972     |                 |           |
| Marja                                | 1977     |                 |           |
| Mary                                 |          |                 |           |
| Melodie d'amour                      | 1974     |                 |           |
| Midnight                             | 1970     |                 |           |
| Morning light                        | 1973     |                 |           |
| Morning sky                          | 1975     |                 |           |
| Movie lovers                         | 1977     |                 |           |
| Nathalie                             | 1971     |                 |           |
| Old man                              | 1977     |                 |           |
| Omaha                                |          |                 |           |
| Open your heart                      | 1976     |                 |           |
| Over and over                        | 1970     |                 |           |
| Padre                                | 1975     |                 |           |
| Paloma Blanca (Duitse versie)        | 1977     |                 |           |
| Paloma Blanca (instrumentale versie) | 1975     |                 |           |
| Paloma Blanca                        | 1975     |                 |           |
| River song                           | 1976     |                 |           |
| Road of peace                        |          |                 |           |
| Rose Marie                           | 1975     |                 |           |
| Seagull                              | 1975     |                 |           |
| Silver                               | 1976     |                 |           |
| Sing a song of love                  | 1974     |                 |           |
| Some words                           | 1975     |                 |           |
| Suicide Daisy                        |          |                 |           |
| Summer melody                        | 1977     |                 |           |
| Sunday lover                         |          |                 |           |
| Sunshine                             | 1977     |                 |           |
| Suzanna                              | 1971     |                 |           |
| Sweetheart, sweetheart               | 1974     |                 |           |
| Superstar                            | 1977     |                 |           |
| Take me to the river                 |          |                 |           |
| The Prisoner                         |          |                 |           |
| Tonight                              | 1971     |                 |           |
| We'll make it right someday          | 1974     |                 |           |
| Where is my baby tonight             | 1972     |                 |           |
| Wild bird                            | 1976     |                 |           |
| Winter time                          |          |                 |           |
| You're my brightest star             | 1976     |                 |           |

## George Baker Selection - 2e generatie (1982-1989)
| Titel                                       | Jaar van uitgave | Geschreven door | Opmerking                                                             |
| ------------------------------------------- | ---------------- | --------------- | --------------------------------------------------------------------- |
| All my love                                 | 1988             |                 |                                                                       |
| Alle dromen                                 | 1983             |                 |                                                                       |
| Baby come back                              | 1988             |                 |                                                                       |
| Beautiful Rose (nieuwe versie)              | 1988             |                 |                                                                       |
| Before the next teardrop falls              | 1985             |                 |                                                                       |
| Bella Maria                                 | 1987             |                 |                                                                       |
| Bye bye my love                             | 1984             |                 |                                                                       |
| Desert song                                 | 1983             |                 |                                                                       |
| Do you know                                 | 1989             |                 |                                                                       |
| Dreamboat (nieuwe versie)                   | 1988             |                 |                                                                       |
| Fisherman (nieuwe versie)                   | 1985             |                 |                                                                       |
| From Russia with love                       | 1989             |                 |                                                                       |
| Gipsy woman                                 | 1983             |                 |                                                                       |
| Goodbye little boy                          | 1988             |                 |                                                                       |
| How can I live (without your love)          | 1983             |                 |                                                                       |
| I love you                                  | 1985             |                 |                                                                       |
| I'm on my way (nieuwe versie)               | 1988             |                 |                                                                       |
| I've got my freedom                         | 1987             |                 |                                                                       |
| It's up to you                              | 1983             |                 |                                                                       |
| Jenny                                       | 1985             |                 |                                                                       |
| Johnny                                      | 1987             |                 |                                                                       |
| Let me be the one                           | 1983             |                 |                                                                       |
| Little green bag (nieuwe versie)            | 1982             |                 |                                                                       |
| Live and let love                           | 1987             |                 |                                                                       |
| Love me or leave me                         | 1988             |                 |                                                                       |
| Manolito                                    | 1985             |                 |                                                                       |
| Marie-Julie                                 | 1988             |                 |                                                                       |
| Maya                                        | 1985             |                 |                                                                       |
| Moonlight serenade                          | 1984             |                 |                                                                       |
| Morning sky (nieuwe versie)                 | 1988             |                 |                                                                       |
| Music Man                                   | 1989             |                 |                                                                       |
| Paloma Blanca (nieuwe versie)               | 1988             |                 |                                                                       |
| Paradise Island                             | 1983             |                 |                                                                       |
| Que viva summer holiday                     | 1988             |                 |                                                                       |
| Quien                                       | 1983             |                 |                                                                       |
| Samos                                       | 1987             |                 |                                                                       |
| Santa Lucia by night (instrumentale versie) | 1985             |                 | De instrumentale versie, deze verscheen gelijk met de gezongen versie |
| Santa Lucia by night (nieuwe versie)        | 1988             |                 |                                                                       |
| Santa Lucia by night (gezongen versie)      | 1985             |                 | De gezongen versie, deze verscheen gelijk met de instrumentale versie |
| Save all your lovesongs                     | 1989             |                 |                                                                       |
| Save all your songs                         | 1987             |                 |                                                                       |
| Sing for the day (nieuwe versie)            | 1988             |                 |                                                                       |
| So alone am I                               | 1983             |                 |                                                                       |
| So sad                                      | 1989             |                 |                                                                       |
| Souls on fire                               | 1989             |                 |                                                                       |
| Tell my why                                 | 1985             |                 |                                                                       |
| Tell me                                     | 1983             |                 |                                                                       |
| The end of the day                          | 1987             |                 |                                                                       |
| The wind (Ay, ay, ay, Maria)                | 1983             |                 |                                                                       |
| This old house                              | 1987             |                 |                                                                       |
| Tonight is the night                        | 1983             |                 |                                                                       |
| True love                                   | 1985             |                 |                                                                       |
| Viva America                                | 1987             |                 |                                                                       |
| When we're dancing                          | 1982             |                 |                                                                       |
| When you learn to fly                       | 1986             |                 |                                                                       |
| Without you                                 | 1985             |                 |                                                                       |
| You'll never break my heart (No more)       | 1987             |                 |                                                                       |